# Лучинецький район
Лучи́нецький райо́н — колишній район Могилівської і Вінницької округ.

## Історія
Утворений 7 березня 1923 з частин Лучинецької, Вищеольчедаївської, Копайгородської, Біляно-Шаргородської і Вендичанської волостей з центром у Лучинці у складі Могилівської округи Подільської губернії.
3 червня 1925 до району приєднані селища Вендичани, Кричанівка та Сліди розформованого Озаринецького району.
1 липня 1930 року Могилівська округа розформована з приєднанням території до Вінницької округи.
15 вересня 1930 після скасування округ підпорядковується безпосередньо Українській РСР.
Ліквідований 3 лютого 1931 року з віднесенням території до складу Копайгородського району.